# David Rakoff

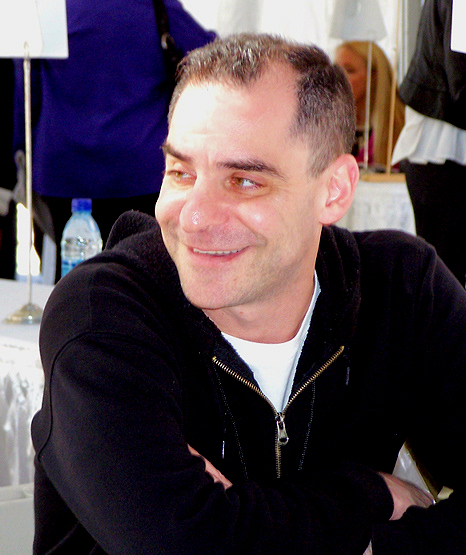
David Rakoff (2006)

David Benjamin Rakoff (* 27. November 1964 in Montreal; † 9. August 2012 in Manhattan) war ein kanadisch-amerikanischer Autor und Komiker.

## Leben
Rakoffs Großeltern flohen um die Jahrhundertwende als Juden aus Lettland und Litauen und ließen sich in Südafrika nieder. Die Familie verließ das Land 1961 und zog nach Montreal. 1967 zog die Familie nach Toronto.
Rakoff machte 1982 seinen Highschool-Abschluss am Forest Hill Collegiate Institute. Im selben Jahr zog er nach New York und begann an der Columbia University Ostasienwissenschaften und Tanz zu studieren. Rakoff verbrachte ein Auslandsjahr an der School of Oriental and African Studies in London und erhielt 1986 seinen Abschluss. In Japan arbeitete Rakoff als Übersetzer; nach vier Monaten, im Alter von 22, erkrankte er an einem Hodgkin-Lymphom. In Toronto unterzog er sich einer achtzehn Monate dauernden Behandlung.
Anfang der 1990er-Jahre erhielt er eine Green Card, was er zum Thema eines seiner ersten Zeitungsbeiträge machte. Seit 1996 trat er 25 Mal in der bekannten Radioshow und Podcast This American Life auf und vertrat auch einmal den Moderator Ira Glass nach dem Tod von dessen Mutter. Für sein Buch Fraud wurde er 2002 mit dem Lambda Literary Award in der Kategorie Humor ausgezeichnet. 2003 erhielt er zusätzlich zu seiner kanadischen die US-amerikanische Staatsbürgerschaft.
2010, während er Half Empty schrieb, wurde bei Rakoff ein bösartiger Tumor hinter seinem Schlüsselbein entdeckt und er begann eine Chemotherapie. Er starb am 9. August 2012.
2013 erschien postum Love, Dishonor, Marry, Die, Cherish, Perish, ein Versroman in anapästischen Tetrametern, welchen er mit Hilfe von Ira Glass noch vor seinem Tod als Audiobuch im NPR-Studio von This American Life aufnehmen konnte.

## Auszeichnungen
- 2011: Thurber Prize for American Humor für Half Empty

## Werke
- Fraud: Essays. Doubleday, New York 2001. (dt.: Gelogen! München; Zürich: Diana-Verlag, 2003. ISBN 3-453-86987-7)
- Don't Get Too Comfortable: The Indignities of Coach Class, the Torments of Low Thread Count, the Never-Ending Quest for Artisanal Olive Oil, and Other First World Problems. Doubleday, New York 2005.
- Half Empty. Doubleday, New York 2010.
- Love, Dishonor, Marry, Die, Cherish, Perish. Doubleday, 2013.